# Thyrsosalacia racemosa
Espèce
Synonymes
- Salacia racemosa Loes. ex Harms[2] [3]
- Thyrsosalacia racemosa (Loes. ex Harms) N.Hallé (Loes. ex Harms) N.Hallé (préféré par UICN)[3]

Statut de conservation UICN

 VU B1ab(iii)+2ab(iii) : Vulnérable
Thyrsosalacia racemosa est une espèce de plantes de la famille des Celastraceae et du genre Thyrsosalacia, endémique du Cameroun. 

## Description
C'est une liane ligneuse en croissance sur des arbres de basse et moyenne  altitude. 

## Distribution et écologie
Endémique du Cameroun, elle n'a d'abord été connue qu'à travers les spécimens récoltés en 1908-1909 par Carl Ludwig Ledermann sur trois sites entre Yabassi et Loum (région du Littoral). C'est pourquoi elle était alors considérée comme « en danger critique d'extinction ».
Comme d'autres localisations ont été identifiées par la suite, notamment près d'Éséka dans la région du Centre, son statut a été modifié. Elle reste cependant « vulnérable », du fait de la déforestation et de l'expansion de l'agriculture.